# Barış Alper Yılmaz
Barış Alper Yılmaz (* 23. Mai 2000 in Rize) ist ein türkischer Fußballspieler, der seit Juli 2021 bei Galatasaray Istanbul unter Vertrag steht.

## Karriere

### Im Verein
Yılmaz spielte während seiner Jugend in seiner Heimat für Rize Özel Idare Spor. Nach sechs Jahren in der Jugendmannschaft von Rize Özel Idare Spor wechselte Barış Alper Yılmaz im Sommer 2017 zum Viertligisten Ankara Demirspor. In der ersten Saison für Demirspor kam der Flügelspieler zu vier Einsätzen und stieg mit seinen Mannschaftskollegen in die 3. Liga auf. Vor dem Beginn der Saison 2020/21 kam es zum Wechsel in die 2. Liga zu Keçiörengücü. Bei Keçiörengücü entwickelte sich Yılmaz zum Stammspieler und erzielte acht Tore in 34 Ligaspielen und gab fünf Assists.
Diese Leistung weckte das Interesse einiger Vereine. Am 9. Juli 2021 unterschrieb Barış Alper Yılmaz einen Fünfjahresvertrag bei Galatasaray Istanbul.

### In der Nationalmannschaft
Yılmaz gab sein Debüt für die türkische U21 am 26. März 2021 gegen die kroatische U20. Bei der 1:4-Niederlage erzielte der Flügelspieler sein erstes Länderspieltor. Für die WM-Qualifikationsspiele der Türkei gegen Gibraltar und Montenegro wurde Yılmaz für den verletzten Cengiz Ünder nachnominiert, am 13. November 2021 kam er zu seinem ersten Einsatz. Im Mai 2024 wurde er von Trainer Vincenzo Montella in den Kader für die Europameisterschaft berufen. Im letzten Gruppenspiel gegen Tschechien wurde Yılmaz zum Spieler des Spiels ernannt.

## Erfolge
Ankara Demirspor (2017–2020)
- Aufstieg in die 3. Liga (2017/18)

Galatasaray Istanbul (2021–)
- Türkischer Meister (3): 2022/23, 2023/24, 2024/25
- Türkischer Supercupsieger: 2023
- Türkischer Fußballpokal: 2024/25